# Tropicus
Tropicus är ett släkte av skalbaggar. Tropicus ingår i familjen strandgrävbaggar.

## Dottertaxa tillTropicus, i alfabetisk ordning[1]
- Tropicus alcicornis
- Tropicus aratus
- Tropicus arawak
- Tropicus bartolozzi
- Tropicus bilineatus
- Tropicus braza
- Tropicus carus
- Tropicus davidsoni
- Tropicus debilis
- Tropicus excellens
- Tropicus hevelorum
- Tropicus imperator
- Tropicus infidus
- Tropicus insidiosus
- Tropicus ladonnae
- Tropicus lituratus
- Tropicus milleri
- Tropicus minutus
- Tropicus niger
- Tropicus plaumanni
- Tropicus pusillus
- Tropicus riosensis
- Tropicus sagittarius
- Tropicus sparus
- Tropicus speciosa
- Tropicus squamosus
- Tropicus trifidus
- Tropicus trinidadensis
- Tropicus tuberculatus
- Tropicus tucumanensis
- Tropicus vicinus